# الجمعية الأمريكية لصيادلة النظام الصحي
الجمعية الأمريكية لصيادلة النظام الصحي (ASHP) هي منظمة مهنية تمثل مصالح الصيادلة الذين يمارسون عملهم في المستشفيات ومنظمات المحافظة على الصحة ومرافق الرعاية الطويلة الأجل والرعاية المنزلية وغيرها من عناصر نظم الرعاية الصحية.
في عام 2009، كان في الجمعية 36000 عضواً، وأكثر من 175 موظفاً وميزانية تزيد عن 40 مليون دولار أمريكي. سابقاً كانت تعرف باسم الجمعية الأمريكية لصيادلة المستشفى.

## روابط خارجية
- الجمعية الأمريكية لصيادلة النظام الصحي
- SafeMedication.com
- موسسة ASHP
- المجلة الأمريكية للصيدلة النظام الصحي
- AHFS - معلومات دوائية
- AHFS معلومات دوائية على شبكة الإنترنت تديرها الجمعية الصيدلانية الملكية لبريطانيا العظمى